# Andechs

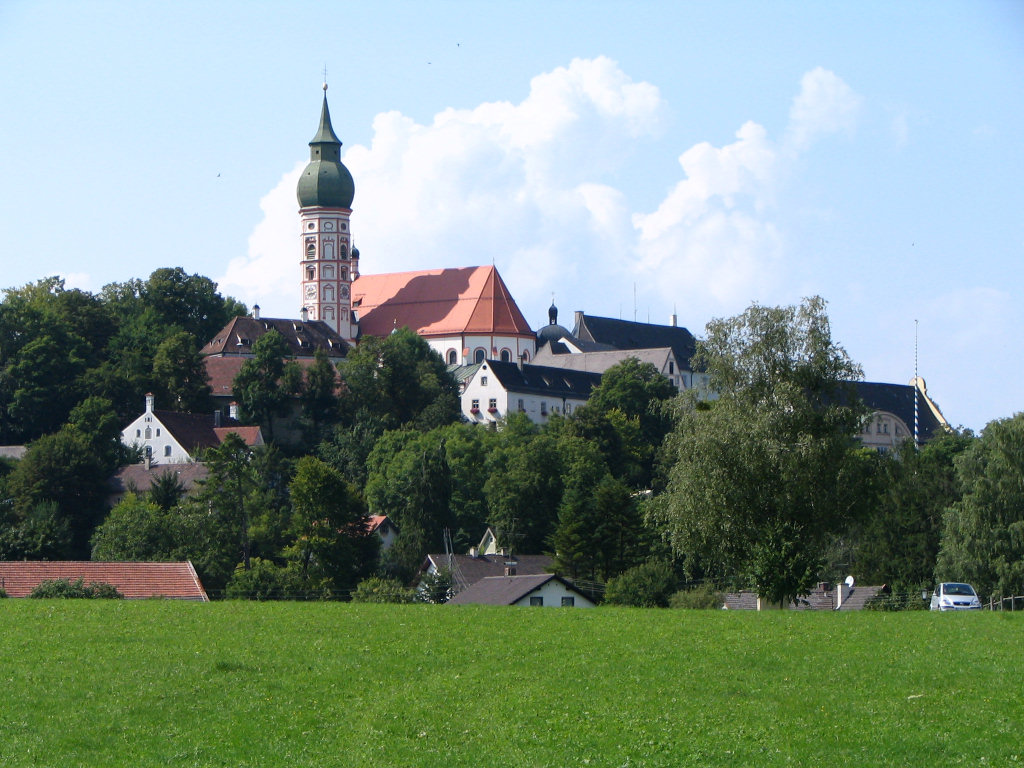
Klasztor Andechs

Andechs – gmina w Niemczech, w kraju związkowym Bawaria, w rejencji Górna Bawaria, w regionie Monachium, w powiecie Starnberg. Leży około 10 km na południowy zachód od Starnberga.

## Podział administracyjny
- Erling
- Frieding
- Machtlfing
- Rothenfeld

## Demografia
Dane o ludności z 31 grudnia 2008:
| Opis                                | Ogółem | Ogółem | Kobiety | Kobiety | Mężczyźni | Mężczyźni |
| ----------------------------------- | ------ | ------ | ------- | ------- | --------- | --------- |
| Jednostka                           | osób   | %      | osób    | %       | osób      | %         |
| Populacja                           | 3300   | 100    | 1663    | 50,39   | 1637      | 49,61     |
| Wiek przedprodukcyjny (0–17 lat)    | 649    | 19,67  | 335     | 10,15   | 314       | 9,52      |
| Wiek produkcyjny (18–65 lat)        | 2093   | 63,42  | 1043    | 31,61   | 1050      | 31,82     |
| Wiek poprodukcyjny (powyżej 65 lat) | 558    | 16,91  | 285     | 8,64    | 273       | 8,27      |

## Polityka
Rada gminy składa się z 16 osób.
|      | CSU | SPD | Zieloni | BG | Razem |
| 2008 | 7   | 2   | 1       | 6  | 16    |
| 2002 | 8   | 4   | –       | 4  | 16    |

## Współpraca
Miejscowość partnerska:
- Kamnik, Słowenia

## Znane osoby urodzone w Andechs
- Księżna Jadwiga z Andechs-Meran (znana jako Jadwiga Śląska) (1174–1243), żona Henryka I Brodatego, księcia wrocławskiego, matka Henryka II Pobożnego, święta Kościoła katolickiego.